# Hyarmendacil I
Hyarmendacil I es un personaje ficticio que pertenece al legendarium creado por el escritor británico J. R. R. Tolkien y cuya historia es narrada en los apéndices de la novela El Señor de los Anillos. Es un dúnadan, hijo de Ciryandil, decimoquinto rey de Gondor y cuarto y último de los llamados Reyes de los Barcos. Su nombre de nacimiento es Ciryaher, que significa «señor de los barcos» en quenya.

## Historia
Nació en el año 899 de la Tercera Edad del Sol y sucedió a su padre en 1015 T. E. cuando este fue muerto en batalla en Haradwaith. 
Ciryaher vengó la muerte de su padre derrotando por completo, en 1050 T. E., a los reinos del Cercano Harad, aliados con los númenóreanos negros. Luego de esta guerra tomó el nombre de Hyarmendacil I, palabra quenya que puede traducirse como «vencedor del sur».
Su acción le permitió a Gondor dominar «todas las tierras al sur de las Bocas de Anduin hasta el río Harnen y las fronteras del Cercano Harad; y también todas las tierras costeras hasta Umbar», además de controlar todas las fronteras de Mordor: a lo largo de los Montes de Ceniza, al sur del río Harnen y al este a Khand, tal vez toda esa región. Los reyes del Harad se sometieron completamente y le rindieron tributo a Gondor. También marcó el final de los númenóreanos negros, quienes no volvieron a aparecer en los anales del reino.
El reinado de Hyarmendacil I fue el más largo de la historia de Gondor hasta entonces, puesto que reinó 134 años. Murió de muerte natural en 1149 T. E., tras haberle cedido el trono a su hijo Atanatar, tal y como marcaban las tradiciones númenóreanas.